# David Trezeguet
David Sergio Trezeguet (Rouen, 15 oktober 1977) is een Frans voormalig betaald voetballer die als aanvaller speelde. Hij kwam van 1994 tot en met 2014 uit voor achtereenvolgens CA Platense, AS Monaco, Juventus, Hércules CF, Baniyas SC, River Plate, Newell's Old Boys en Pune City. Trezeguet was van 1998 tot en met 2008 international in het Frans voetbalelftal, waarvoor hij 71 wedstrijden speelde en 34 keer scoorde. Met Frankrijk won hij het WK 1998 en het EK 2000.

## Carrière

### Begin
Trezeguet is de zoon van Argentijnse ouders. Niet lang na zijn geboorte keert de familie terug naar Argentinië, waar Trezeguet opgroeit. Hier speelt hij twee seizoenen bij Club Atlético Platense. In juli 1995 arriveert Trezeguet voor het eerst in Monaco, waar voetbalclub AS Monaco zijn werkgever wordt. Hij zou hier samen komen te spelen met Thierry Henry. Beide spelers begonnen in het tweede elftal en moesten hun plek in het eerste verdienen. Zijn debuut in het eerste elftal maakt hij tegen Paris Saint-Germain. Steeds vaker mag hij invallen en het seizoen 1996/1997 geldt als zijn doorbraak. Trezeguet scoorde in 27 wedstrijden 18 doelpunten en scoorde ook nog eens vier doelpunten in Europees verband.

### Frans nationaal elftal

#### Jeugdelftallen
De internationale doorbraak van Trezeguet kwam in het seizoen 1995/1996. Bondscoach van Frankrijk onder 18 Gérard Houllier was zo gecharmeerd van zijn kwaliteiten dat hij hem opriep voor de wedstrijd tegen Slowakije. In deze wedstrijd maakte hij ook zijn debuut en maakte een goede indruk door meteen twee doelpunten te scoren. In de zomer van 1996 werd hij Europees kampioen voor spelers onder de 18 jaar. Met vier doelpunten tijdens dit EK is Trezeguet tevens topschutter van het toernooi.
Het wereldkampioenschap onder de 18 werd in 1997 in Maleisië gehouden. Hij wist tegen Zuid-Korea twee keer en één keer tegen Mexico te scoren. In de kwartfinale treft het Franse team Uruguay en wordt uitgeschakeld.

#### Les Bleus
De eerste wedstrijd voor Les Bleus volgt in de voorbereiding richting het WK 1998 in eigen land. Zijn eerste doelpunt maakt hij tegen Saoedi-Arabië en ook tegen Italië weet Trezeguet het net te vinden. Frankrijk zou mede dankzij Zinédine Zidane wereldkampioen worden door Brazilië in de finale te verslaan.
Het EK 2000 vond in 2000 in Nederland en België plaats. Een basisplaats in het elftal heeft hij niet af weten te dwingen, maar invallen mag hij met enige regelmaat en in de kwalificatiewedstrijd tegen IJsland scoort hij de derde Franse goal. Op het EK 2000 zit Frankrijk in een groep met Nederland, Tsjechië en Denemarken en weet Trezeguet eenmaal te scoren. Zowel Nederland als Frankrijk plaatsen zich voor de kwartfinale. Frankrijk bereikt de finale en speelt daarin tegen Italië. In de finale scoorde Trezeguet in de 105e minuut met een halve omhaal, na een voorzet van Robert Pirès. Zodoende werd Frankrijk in Rotterdam Europees kampioen en werd Trezeguet de man of the match. Op slag verandert de bankzitter in een nationale volksheld en op de Arc de Triomph in Parijs komt enige tijd een afbeelding van Trezeguet te hangen.
Het WK 2002 in Japan en Zuid-Korea loopt anders. Frankrijk is direct gekwalificeerd voor dit toernooi als titelverdediger van de in 1998 gewonnen WK. Frankrijk verliest de eerste wedstrijd van Senegal. De Fransen met Trezeguet weten ook tegen Uruguay niet te scoren en na de nederlaag tegen Denemarken is de uitschakeling een feit. Frankrijk keert als titelverdediger huiswaarts na drie wedstrijden zonder één doelpunt te maken. Op het WK 2006 in Duitsland reikte hij tot de finale, waar hij als enige in de strafschoppenserie mis schoot. Hierdoor ging Italië met de beker naar huis. Tijdens het EK 2008 in Oostenrijk en Zwitserland ontbrak Trezeguet. Hij leefde al enige tijd in onmin met toenmalig bondscoach Raymond Domenech. Na de zwakke prestaties van het Franse nationale elftal op dat toernooi kondigde hij aan niet meer voor Frankrijk uit te willen komen. Daardoor speelde hij ook niet op het WK 2010 in Zuid-Afrika.

#### Olympische Spelen
Als dispensatiespeler acteert Trezeguet ook op de Olympische Zomerspelen van 2000 in Sydney. In de wedstrijd tegen Oekraïne maakt hij drie doelpunten, tegen Rusland scoort hij weer. In de derde wedstrijd tegen Italië laat hij verstek gaan vanwege een blessure. Frankrijk plaatst zich niet voor de volgende ronde, waarmee het Olympisch avontuur voorbij is.

### Juventus
Na zijn winnende doelpunt in de finale van Euro 2000 wekt Trezeguet de interesse van menig topclub. Hij kiest voor Juventus FC. In het eerste seizoen scoort hij vijftien doelpunten, waarvan veertien in de Serie A en één in Europees verband. Tijdens de eerste wedstrijd van zijn tweede seizoen scoort hij tegen Venezia meteen twee doelpunten. In diezelfde week scoort hij tegen Atalanta Bergamo en twee doelpunten in de UEFA Champions League tegen Celtic FC. In de laatste wedstrijd van het seizoen 2001/02 moet Juventus van Udinese winnen om het kampioenschap veilig te stellen. Juventus wint met 2-0 door een doelpunt en een assist van Trezeguet en mag zich kampioen van Italië noemen. Trezeguet werd topschutter van de Serie A met 24 doelpunten. Een jaar later stond hij met zijn teamgenoten in de finale van de UEFA Champions League, die zij van AC Milan verliezen. Het seizoen 2002/03 begint met het winnen van de Italiaanse Supercup. Ook in 2004/2005 werd Trezeguet met Juventus kampioen van Italië en kwalificeerde hij zich met Frankrijk voor het WK 2006 in Duitsland. De landstitel titel werd Juventus later wegens het Italiaans omkoopschandaal afgenomen.

### Hercules Alicante
In 2010 vertrok Trezeguet naar de Spaanse promovendus Hércules Alicante. Hij kwam over van Juventus.

### Baniyas SC
Na een degelijk seizoen bij Hercules Alicante, 12 goals in 31 wedstrijden, vertrok hij, omdat de club naar de Segunda Division degradeerde. Hij ondertekende een contract bij Baniyas SC, een club uit de Verenigde Arabische Emiraten. Na een half seizoen vertrok hij ook hier weer.

### CA River Plate
In de tweede helft van het seizoen 2011/12 kwam Trezeguet uit voor de Argentijnse topclub CA River Plate, dat vorig seizoen zakte naar de tweede klasse. Met 13 doelpunten in 19 wedstrijden had hij een groot aandeel in het terugkeren naar de eerste klasse. Ook het volgende seizoen speelde hij voor deze ploeg.

### CA Newell's Old Boys
Na het seizoen 2012/13 besloot hij zijn aflopende contract bij CA River Plate niet te verlengen. De 35-jarige Trezeguet ondertekende op dinsdag 23 juli 2013 een contract bij de regerende landskampioen CA Newell's Old Boys.

### India
Trezeguet beëindigde zijn loopbaan eind 2014 in India waar hij met FC Pune City in de eerste editie van de Indian Super League speelde.

## Statistieken
| Seizoen | Club              | Competitie                  | Wedstrijden | Goals |
| ------- | ----------------- | --------------------------- | ----------- | ----- |
| 1993/94 | CA Platense       | Primera División            | 3           | 0     |
| 1994/95 | CA Platense       | Primera División            | 2           | 0     |
| 1995/96 | AS Monaco         | Ligue 1                     | 4           | 0     |
| 1996/97 | AS Monaco         | Ligue 1                     | 5           | 0     |
| 1997/98 | AS Monaco         | Ligue 1                     | 27          | 18    |
| 1998/99 | AS Monaco         | Ligue 1                     | 27          | 12    |
| 1999/00 | AS Monaco         | Ligue 1                     | 30          | 22    |
| 2000/01 | Juventus          | Serie A                     | 25          | 14    |
| 2001/02 | Juventus          | Serie A                     | 34          | 24    |
| 2002/03 | Juventus          | Serie A                     | 17          | 9     |
| 2003/04 | Juventus          | Serie A                     | 25          | 16    |
| 2004/05 | Juventus          | Serie A                     | 18          | 9     |
| 2005/06 | Juventus          | Serie A                     | 32          | 23    |
| 2006/07 | Juventus          | Serie B                     | 31          | 15    |
| 2007/08 | Juventus          | Serie A                     | 36          | 20    |
| 2008/09 | Juventus          | Serie A                     | 8           | 1     |
| 2009/10 | Juventus          | Serie A                     | 19          | 7     |
| 2010/11 | Hércules CF       | Primera División            | 31          | 12    |
| 2011/12 | Baniyas SC        | VAE Liga                    | 3           | 0     |
|         | River Plate       | Primera B Nacional          | 19          | 13    |
| 2012/13 | River Plate       | Primera División Argentinië | 16          | 3     |
| 2013/14 | Newell's Old Boys | Primera División Argentinië | 24          | 7     |
| 2014    | Pune City         | Indian Super League         | 9           | 2     |
| Totaal  |                   |                             | 445         | 227   |

## Erelijst
Als speler
 AS Monaco
- Division 1: 1996/97, 1999/00
- Trophée des Champions: 1997

 Juventus
- Serie A: 2001/02, 2002/03
- Supercoppa Italiana: 2003
- Serie B: 2006/07

 River Plate
- Primera B Nacional: 2011/12

 Frankrijk onder 18
- Europees kampioenschap voetbal onder 18: 1996

 Frankrijk
- Wereldkampioenschap voetbal: 1998
- Europees kampioenschap voetbal: 2000

Individueel
- Wereldkampioenschap voetbal onder 20 Zilveren Schoen: 1997
- UNFP Division 1 Jonge speler van het Jaar: 1997/98
- UEFA Team van het Jaar: 2001
- Serie A Speler van het Jaar: 2001/02
- Serie A Buitenlands voetballer van het Jaar: 2001/02
- Serie A Capocannoniere: 2001/02
- FIFA 100
- Golden Foot: 2015 (onder de categorie voetballegende)
- Juventus Greatest XI of All Time: 2017

Onderscheidingen
- Legioen van Eer: 1998